# Atikhun Meethoum
Atikhun Meethoum (thailändisch ระวี อุดมศิลป์; * 18. Januar 1995 in Bangkok) ist ein thailändischer Fußballspieler.

## Karriere
Atikhun Meethoum erlernte das Fußballspielen beim Erstligisten Muangthong United in Pak Kret, einem nördlichen Vorort der Hauptstadt Bangkok. Nach der Jugend stand er beim ebenfalls in der Thai League spielenden BEC Tero Sasana FC unter Vertrag. 2017 wechselt er zu seinem ehemaligen Club Muangthong United. Nach der Vertragsunterschrift wurde er sofort für zwei Jahre zum Bangkok FC ausgeliehen. Der Verein spielte in der zweiten Liga, der Thai League 2. Nachdem der Club Ende 2017 einen Siebzehnten Tabellenplatz belegt hatte, musste er den Weg in die Drittklassigkeit antreten. 2018 spielte er mit Bangkok FC in der Thai League 3. 2019 kehrte er nach zwei Jahren Ausleihe zu Muangthong zurück. 2019 kam er in der ersten Liga nicht zum Einsatz. Sein erstes Erstligaspiel bestritt er am 15. Februar 2020, als er am ersten Spieltag im Spiel gegen BG Pathum United FC in der 73. Minute für Saharat Kanyaroj eingewechselt wurde. Ende 2020 wechselte er auf Leihbasis zum Ligakonkurrenten Trat FC nach Trat. Am Ende der Saison 2020/21 musste er mit Trat als Tabellenvorletzter in die zweite Liga absteigen. Nach insgesamt 29 Ligaspielen kehrte er Ende November 2021 zu Muangthong zurück. Insgesamt stand er für Muangthong achtmal in der ersten Liga auf dem Spielfeld. Anfang Juli 2022 wechselte er nach Chiangrai zum ebenfalls in der ersten Liga spielenden Chiangrai United.